# Vincenzo Nacci
Vincenzo Nacci (Ostuni, 15 aprile 1965 – Modena, 9 agosto 2024) è stato un allenatore di pallavolo e pallavolista italiano.
Giocò nel ruolo di centrale.

## Biografia
La carriera agonistica di Vincenzo Nacci iniziò nelle squadre giovanili della sua città, Ostuni, per poi proseguire fino alla Serie B, raggiunta prima con il CUS Perugia e quindi con il San Vito Volley. Successivamente Nacci partecipò alla creazione della società dilettantistica Pallavolo 2000 Ostuni, in cui svolse il ruolo di allenatore-giocatore e conquistò diverse promozioni, arrivando in pochi anni in Serie C dopo essere partito dalla Prima Divisione.
Nel 2005 iniziò la carriera da allenatore ad alti livelli, diventando vice di Giovanni Preti al Volley Corigliano; si occupò poi per due stagioni del settore giovanile della squadra calabrese, fino alla promozione a primo allenatore della squadra che partecipò alla Serie A2 2008-09. L'esperienza ebbe termine però con il ritiro dal campionato del club: Nacci passò così al Club Atletico Bari Volley fino al termine della stagione.
Durante il campionato 2009-10 fu il vice di Roberto Serniotti al Prisma Volley di Taranto, in Serie A1, mentre nel 2010-11 tornò nella rinata società di Corigliano, che condusse alla promozione dalla Serie B1 al campionato cadetto. Nella Serie A2 2012-13 condusse alla salvezza la Pallavolo Matera Bulls, passando poi per il finale di stagione alla VBA Olimpia Sant'Antioco.
Dopo un'annata con la Società Sportiva Virtus Potenza nella terza serie nazionale diventò commissario tecnico della nazionale maschile del Venezuela, che guidò al campionato mondiale 2014.
Morì prematuramente il 9 agosto 2024 alle 22:40 a Modena a causa di una malattia diagnosticatagli appena un mese prima, all'età di 59 anni.